# Sozialspiel
Unter  Sozialspiel  versteht die Spielwissenschaft eine Spielform, bei der partnerschaftliches Verhalten, Kommunikation und Kooperation mit Spielgefährten das Spielgeschehen bestimmen.

## Spielentwicklung
Spielgeschichtlich lässt sich bei unbeeinflussten Kindern eine natürliche Entwicklung vom „Allein-“ oder „Einzelspiel“ über das „Parallelspiel“ zum „Sozialspiel“ beobachten: „Die Wiener Psychologieschule und William Stern hatten innerhalb des gesamten Spielrepertoires der Kinder auch die Sozialspiele beobachtet und versucht, die typische Abfolge ausfindig zu machen, in der die Kinder soziales Spielen lernen und ausbilden.“ Demnach beschäftigt sich das Kleinkind in der Anfangsphase der Entwicklung seiner spielerischen Fähigkeiten und Möglichkeiten zunächst allein, im Einzelspiel, damit, die Gegenstände seiner Umwelt spielerisch zu erfassen und auszuprobieren. Spielpartner haben in dieser ersten Phase im Spielgeschehen und Spielaufbau noch keinen Platz. Danach erfolgt eine Übergangsphase: „Bevor es zum koordinierten Sozialspiel kommt, kann man als häufige Form eine Zwischenform zwischen Einzelspiel und Sozialspiel beobachten, das Parallelspiel.“ Das Parallelspiel kennzeichnet sich dadurch, dass die Kinder noch für sich spielen, häufig sogar mit demselben Spielgegenstand, und dabei noch nicht miteinander kooperieren. Sie agieren getrennt nebeneinander, sehen aber bereits zu, was das andere Kind macht. Dies führt teilweise dazu, dessen Handlungen zu übernehmen, zu wiederholen und selbst auszuprobieren: „Ein Vorläufer des Sozialspiels ist das Parallelspiel, bei dem zwei oder mehrere Kinder nebeneinander spielen, oft mit dem gleichen Spielzeug, und sich dabei auch beobachten.“ Erst in einem dritten Entwicklungsabschnitt entfaltet das Sozialspiel seine Wirkung. Bei ihm geht es darum, dass zwei oder mehr Kinder kommunikativ mit einem Spielzeug hantieren oder sich gemeinsam mit einer Spielidee befassen und diese im wechselseitigen Geben und Nehmen von Impulsen miteinander ausspielen.
Im pädagogischen und im heilmedizinischen Bereich wird der Einsatz von Sozialspielen oft  mit didaktischen oder therapeutischen Absichten verbunden, im pädagogischen Sektor etwa, um Defizite im Sozialverhalten aufzuarbeiten oder eine soziale Isolation zu überwinden, im therapeutischen etwa, um erlittene Traumata in den Griff zu bekommen.

## Sinngebung
Sozialspiele dienen dem Miteinander im Spiel. „Die Mitspieler sind uns Partner, Gegner, Lehrer, Helfer.“ „Wir können […] unsere sozialen Fähigkeiten ins Spiel bringen, z. B. unseren Mitspielern helfen, sie schützen, sichern, beraten, beruhigen, spannen, unterhalten, trösten, führen, ihnen etwas vorzeigen, sie fragen, ihnen zuhören, Beziehungen aufbauen, mit ihnen Gemeinschaft bilden:“ Je nach Art des Spiels, ob Abenteuerspiel, Kampfspiel, Konstruktionsspiel, Rollenspiel, Schattenspiel oder Tanzspiel, können sehr unterschiedliche soziale Tugenden im Spiel zum Tragen kommen. Im Erwachsenenalter und noch im Seniorenspiel erhält das Sozialspiel meist die Funktion, Geselligkeit und Gemeinschaft zu stiften und auf kurzweilige Weise zu unterhalten.
Regelmäßige Sozialspiele sind auch im Umgang mit Haustieren, besonders Hunden, üblich. Das gemeinsame Spiel mit Artgenossen oder dem Menschen kommt einem Bedürfnis der Tiere entgegen, schafft Zuwendung und stärkt die gegenseitige Bindung: „Hunde lieben Sozialspiele, also Spiele mit einem oder mehreren Partnern. Sie spielen auch einmal mit sich selbst, meist mit Hilfe eines Gegenstandes, aber das Sozialspiel ist für sie das Größte.“